# Adrian (Michigan)
Pour les articles homonymes, voir Adrian.
Adrian est une ville située dans l’État américain du Michigan. Elle est le siège du comté de Lenawee. Sa population est de 20 645 habitants.

## Transports
À Adrian se situe l'aéroport du comté de Lenawee.